# Città della Libia
Le città della Libia sono le seguenti.

## Lista

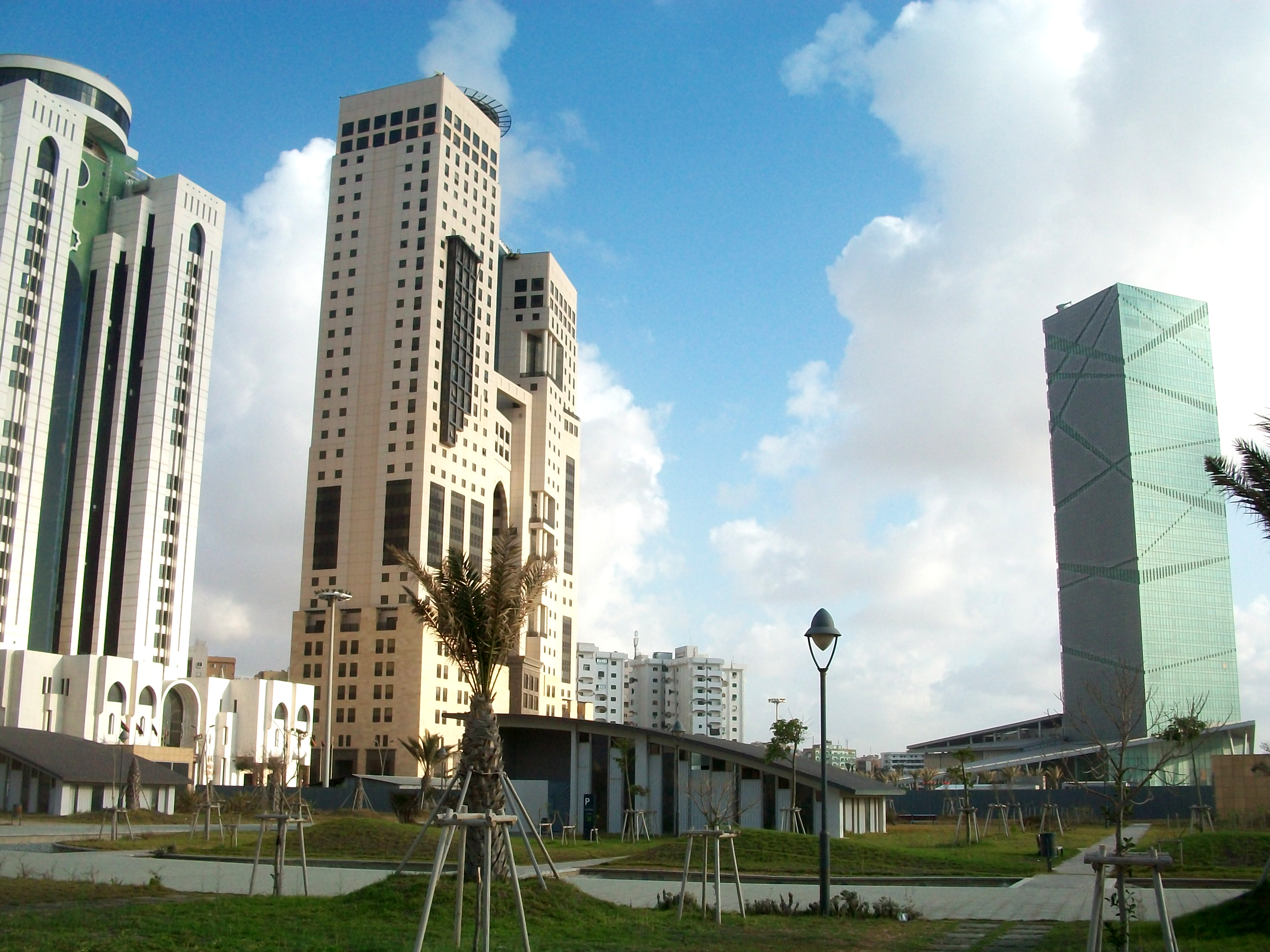
Tripoli

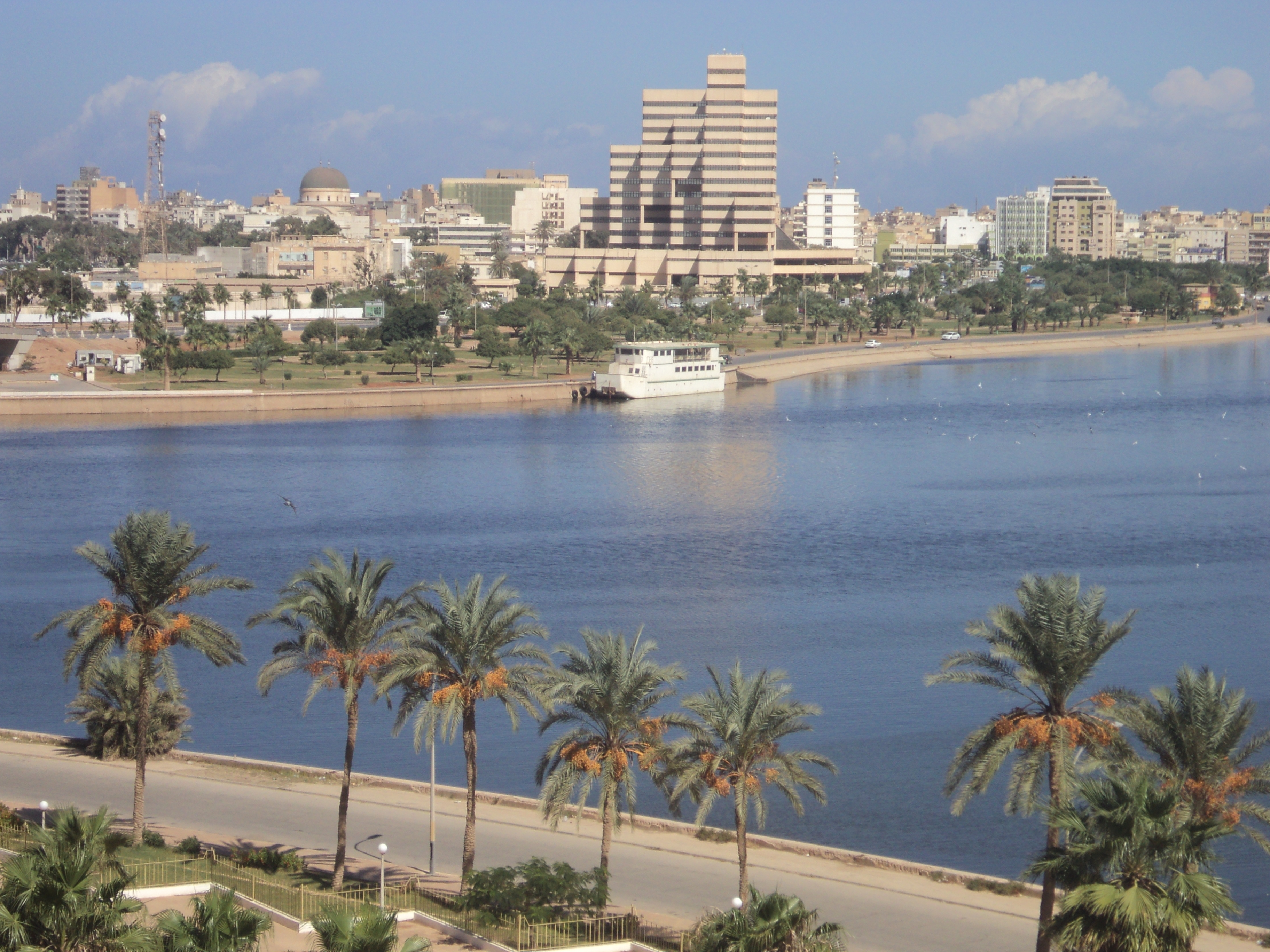
Bengasi

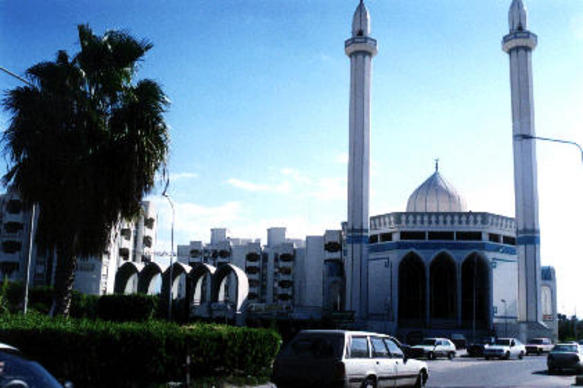
Misurata

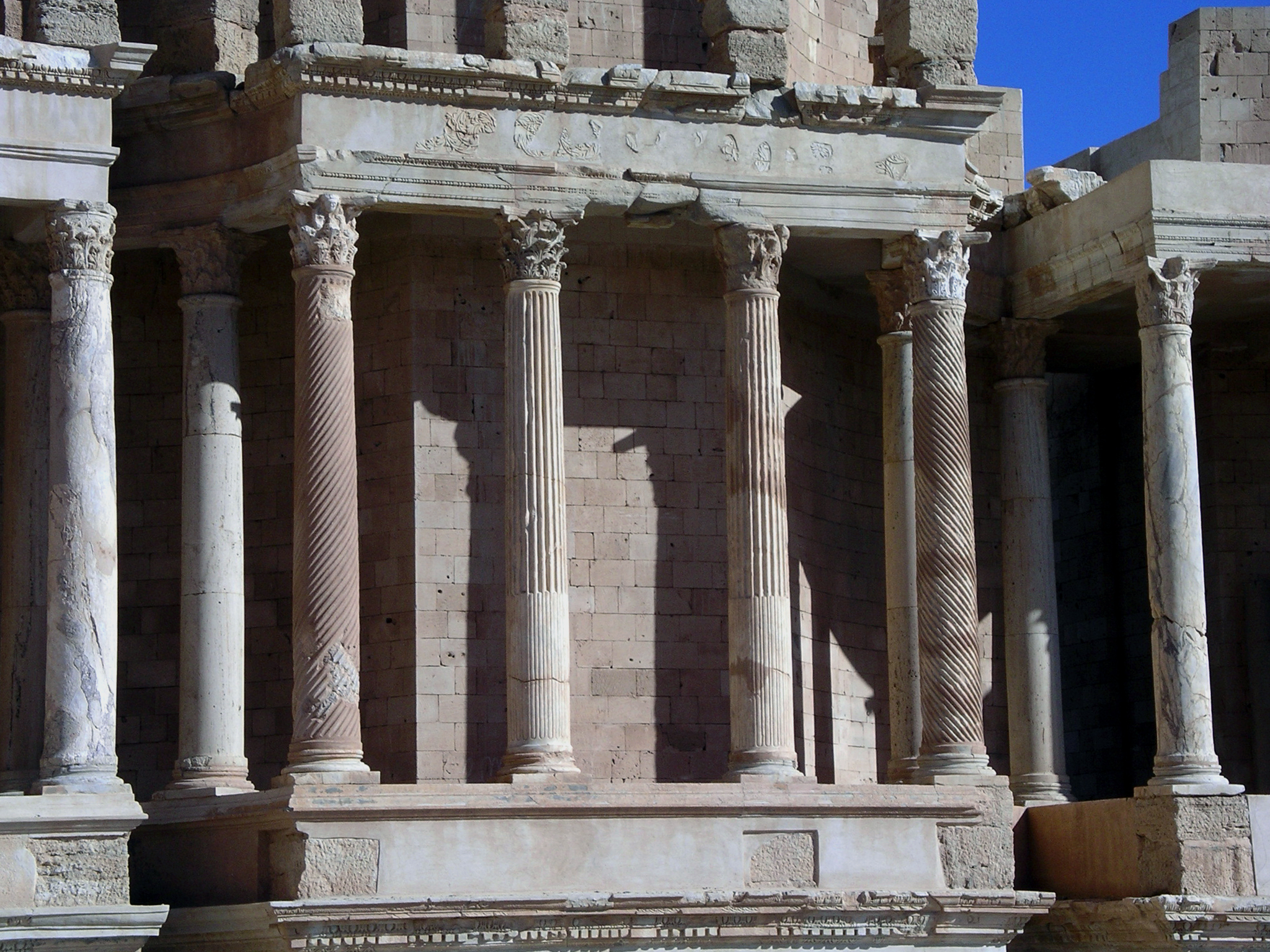
Sabrata

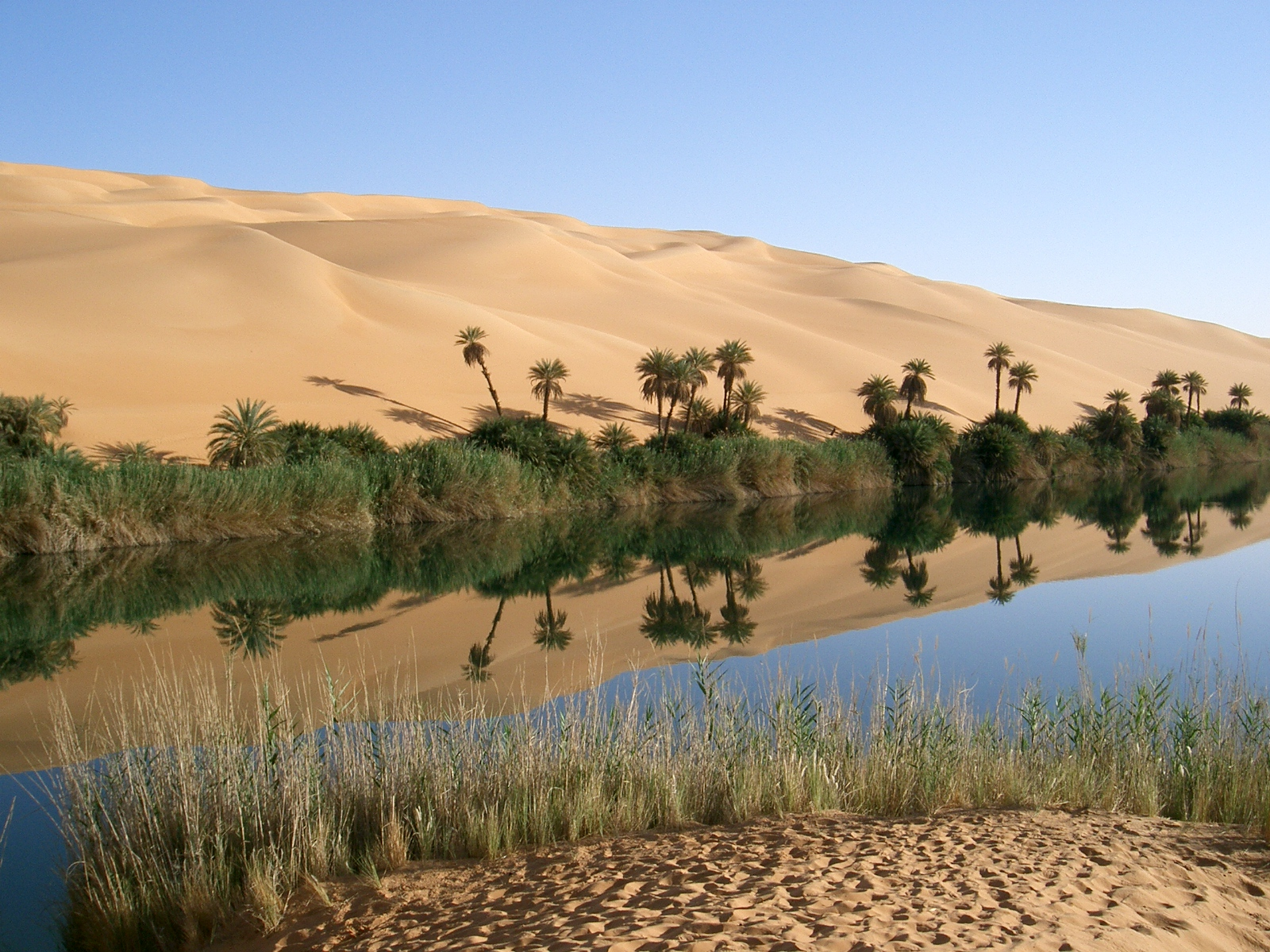
Ubari

| Città                     | Popolazione (2012) | Distretto          |
| ------------------------- | ------------------ | ------------------ |
| Tripoli                   | 1 018 648          | Tripoli            |
| Bengasi                   | 632 937            | Bengasi            |
| Misurata                  | 285 759            | Misurata           |
| Tobruch                   | 138 353            | al-Butnan          |
| Sebha                     | 99 028             | Sebha              |
| Bani Walid                | 90 769             | Misurata           |
| Zawiya                    | 87 316             | Zawiya             |
| Agedabia                  | 79 723             | al-Wahat           |
| Sirte                     | 78 215             | Sirte              |
| Beida                     | 77 028             | al-Jabal al-Akhdar |
| al-Marj                   | 60 237             | al-Marj            |
| Derna                     | 50 345             | Derna              |
| Zuara                     | 42 722             | al-Nuqat al-Khams  |
| Garian                    | 39 062             | al-Jabal al-Gharbi |
| el-Abiar                  | 36 033             | al-Marj            |
| Hon                       | 32 422             | Giofra             |
| Homs                      | 28 556             | al-Murgub          |
| Nalut                     | 26 788             | Nalut              |
| Ubari                     | 26 228             | Wadi al-Hayaa      |
| el-Gemil                  | 25 699             | al-Nuqat al-Khams  |
| Mizda                     | 23 409             | al-Jabal al-Gharbi |
| Ragdelin (Sidi Bin Zinah) | 21 336             | al-Nuqat al-Khams  |
| Qasr Ahmad                | 19 599             | Misurata           |
| Šahādah                   | 19 221             | al-Jabal al-Akhdar |
| Badr Lībyā                | 19 014             | al-Jabal al-Gharbi |
| al-Jawf                   | 18 587             | Cufra              |
| Brach                     | 18 239             | Wadi al-Shati      |
| Banī Walīd Šamālī         | 17 201             | Misurata           |
| al-Mahjub                 | 16 809             | Misurata           |
| al-Zintan                 | 16 157             | al-Jabal al-Gharbi |
| Waddān                    | 15 894             | Giofra             |
| Şabrah                    | 15 756             | Zawiya             |
| Zāwiyat Bišārah           | 14 616             | al-Jabal al-Akhdar |
| Iefren                    | 14 054             | al-Jabal al-Gharbi |
| Tiji                      | 14 032             | Nalut              |
| Ras Lanuf                 | 13 780             | Sirte              |
| Murzuch                   | 13 435             | Murzuch            |
| Tarhuna                   | 13 154             | al-Murgub          |
| Gadames                   | 12 709             | Nalut              |
| Ujaylāt                   | 12 329             | Zawiya             |
| Sorman                    | 11 942             | Zawiya             |
| Tocra                     | 11 628             | al-Marj            |
| Tamzāwah                  | 11 344             | Wadi al-Shati      |
| Zliten                    | 10 502             | al-Nuqat al-Khams  |
| Sabrata                   | 9 745              | Zawiya             |
| Sulūq                     | 9 202              | Bengasi            |
| Sawknah                   | 8 944              | Giofra             |
| al-Jum'ah                 | 8 935              | al-Murgub          |
| Bin Jawwād                | 8 810              | Sirte              |
| al-Barkah                 | 8 733              | Ghat               |
| Uazzen                    | 8 714              | Nalut              |
| Zillah                    | 8 532              | Giofra             |
| Msallata                  | 8 476              | al-Murgub          |
| Jālū                      | 8 248              | al-Wahat           |
| Sūsah                     | 7 999              | al-Jabal al-Akhdar |
| al-Quwāsim                | 7 701              | al-Jabal al-Gharbi |
| Marsā al-Burayqah         | 7 570              | al-Wahat           |
| Qaminis                   | 6 747              | Bengasi            |
| at-Tamīmī                 | 6 724              | Derna              |
| al-Qurayyir               | 6 712              | Misurata           |
| Jiẖarrah                  | 6 635              | al-Wahat           |
| Qaţah                     | 6 606              | Wadi al-Shati      |
| Qaşr Bin Gaşīr            | 6 473              | al-Murgub          |
| Gasr Garabulli            | 6 412              | al-Murgub          |
| Qurdah                    | 6 407              | Wadi al-Shati      |
| al-Qaţ'                   | 5 911              | al-Jabal al-Gharbi |
| Jādū                      | 5 582              | al-Jabal al-Gharbi |
| Ghat                      | 5 330              | Ghat               |
| Bū Gaylān                 | 5 301              | al-Jabal al-Gharbi |
| al-Mah̨rūqah               | 5 253              | Wadi al-Shati      |
| al-Gurayfah               | 5 182              | Wadi al-Hayaa      |
| al-H̨awāmid                | 5 079              | Nalut              |
| Qaşr Abū Hādī             | 5 075              | Sirte              |
| Taragin                   | 5 011              | Murzuch            |
| al-Gazzābīyah             | 4 947              | Nalut              |
| Awjilah                   | 4 927              | al-Wahat           |
| Qabīlat 'Atāyāt           | 4 907              | Misurata           |
| Tift                      | 4 810              | Nalut              |
| Adrī                      | 4 746              | Wadi al-Shati      |
| Awlād Namā                | 4 732              | al-Murgub          |
| az-Zahrā                  | 4 692              | Gefara             |
| Sīdī H̱alīfah              | 4 641              | al-Marj            |
| Daryānah                  | 4 534              | al-Marj            |
| Bi'r al-Ašhab             | 4 493              | al-Butnan          |
| Z̨ahr-al-H̱uwayr            | 4 486              | al-Butnan          |
| aţ-Ţuwaybiyah             | 4 443              | Gefara             |
| Darj                      | 4 284              | Nalut              |
| al-Gijab                  | 4 219              | al-Jabal al-Akhdar |
| al-Majābirah              | 4 200              | Nalut              |
| Jardas al-'Abīd           | 4 172              | al-Marj            |
| Sūq al-'Ujaylāt           | 4 116              | Zawiya             |
| al-H̨uršah                 | 4 110              | Zawiya             |
| aţ-Ţabaqah                | 4 073              | al-Jabal al-Gharbi |
| Umm Mus'id                | 4 051              | al-Butnan          |
| al-'Azīziyah              | 4 036              | al-Murgub          |
| Umm al-Arānib             | 4 025              | Murzuch            |
| al-Qaţrūn                 | 4 006              | Murzuch            |
| al-Labraq                 | 3 960              | al-Jabal al-Akhdar |
| Barsīs                    | 3 913              | al-Marj            |
| Awlād 'Īsā                | 3 908              | al-Jabal al-Gharbi |
| al-Fayāşilah              | 3 897              | al-Jabal al-Gharbi |
| Tamzīn                    | 3 888              | Nalut              |
| Şayyād                    | 3 835              | Gefara             |
| al-Bardī                  | 3 825              | al-Butnan          |
| al-'Assah                 | 3 785              | al-Nuqat al-Khams  |
| Ra's Ajdīr                | 3 782              | al-Nuqat al-Khams  |
| Nasmah                    | 3 750              | al-Jabal al-Gharbi |
| an-Nawagiyah              | 3 677              | Bengasi            |
| Bū Zayyān                 | 3 636              | al-Jabal al-Gharbi |
| al-'Urqūb                 | 3 615              | al-Jabal al-Gharbi |
| as-Sawānī                 | 3 596              | Gefara             |
| Bi'r al-Ganam             | 3 590              | al-Jabal al-Gharbi |
| Timissān                  | 3 513              | Wadi al-Shati      |
| Tāknis                    | 3 479              | al-Marj            |
| al-Guraybāt               | 3 437              | Wadi al-Hayaa      |
| Samnū                     | 3 424              | Sebha              |
| Zawīlah                   | 3 402              | Murzuch            |
| Giarabub                  | 3 334              | al-Butnan          |
| Abū Qurayn                | 3 317              | Sirte              |
| Qaryat aš-Šarqiyah        | 3 314              | al-Jabal al-Gharbi |
| Qaryat Bašīr              | 3 309              | al-Wahat           |
| Yawm Maţar                | 3 214              | al-Jabal al-Gharbi |
| Massa                     | 3 205              | al-Jabal al-Akhdar |
| Awlād Masaūd              | 3 201              | al-Jabal al-Gharbi |
| Maslīwah                  | 3 194              | al-Wahat           |
| 'Ain Mārah                | 3 126              | al-Jabal al-Akhdar |
| Sīnāwan                   | 3 115              | Nalut              |
| al-Hawwārī                | 3 085              | Cufra              |
| Bū Maryam                 | 3 082              | al-Marj            |
| al-Bakkī                  | 3 078              | Murzuch            |
| Jarmah                    | 3 073              | Wadi al-Hayaa      |
| al-'Uwayniyah             | 3 044              | al-Jabal al-Gharbi |
| Ţalmīṯah                  | 3 034              | al-Marj            |
| al-Lamāmiš                | 3 031              | al-Jabal al-Gharbi |
| Mudīriyat Maţrūbah        | 3 025              | Derna              |
| Awlād Tallīs              | 3 016              | Misurata           |
| Tūbāt                     | 2 999              | Cufra              |
| Taradīyah                 | 2 976              | al-Jabal al-Gharbi |
| Zīzaw                     | 2 947              | Murzuch            |
| Awlād Badr                | 2 940              | al-Jabal al-Gharbi |
| Baţţah                    | 2 931              | al-Marj            |
| Gadduwah                  | 2 924              | Murzuch            |
| H̨ārat 'Affūn              | 2 892              | Cufra              |
| Aš-Šawašnah               | 2 884              | al-Wahat           |
| Kambūt                    | 2 857              | al-Butnan          |
| al-Gābah                  | 2 853              | Wadi al-Hayaa      |
| Jardīnah                  | 2 822              | Bengasi            |
| Abū Kammaš                | 2 817              | al-Nuqat al-Khams  |
| Tmassah                   | 2 817              | Murzuch            |
| al-H̨arṯah                 | 2 769              | Zawiya             |
| Aš-Šuwayrif               | 2 752              | al-Jabal al-Gharbi |
| Birqan                    | 2 745              | Wadi al-Shati      |
| an-Nawfalīyah             | 2 737              | Sirte              |
| Marādah                   | 2 711              | al-Wahat           |
| Wādī Harāwah              | 2 699              | Sirte              |
| Faidiyah                  | 2 696              | al-Jabal al-Akhdar |
| Dahrā                     | 2 651              | Sirte              |
| Wanzarīk                  | 2 605              | Wadi al-Shati      |
| Suluntah                  | 2 593              | al-Jabal al-Akhdar |
| Tandimmīrah               | 2 568              | Nalut              |
| az-Zuwaytīnah             | 2 565              | al-Wahat           |
| al-Jawš-aş-Şagīr          | 2 559              | al-Jabal al-Gharbi |
| Qimādah                   | 2 557              | al-Jabal al-Akhdar |
| al-Qaddāh̨īyah             | 2 556              | Sirte              |
| Udayb                     | 2 543              | al-Jabal al-Gharbi |
| Tamūrī                    | 2 532              | al-Jabal al-Gharbi |
| Qandūlah                  | 2 501              | al-Jabal al-Akhdar |
| al-Qalīl                  | 2 476              | al-Murgub          |
| al-Qanāfiđ                | 2 473              | al-Jabal al-Gharbi |
| Maţrūbah                  | 2 455              | Derna              |
| Lamāyah                   | 2 453              | Gefara             |
| Qaryat Qārāt              | 2 447              | al-Jabal al-Gharbi |
| Qaryat al-Garbiyah        | 2 439              | al-Jabal al-Gharbi |
| Awlād H̱alīfah             | 2 429              | al-Jabal al-Gharbi |
| Tūnīn                     | 2 407              | Nalut              |
| Takut                     | 2 372              | Nalut              |
| Lamlūkah                  | 2 369              | al-Jabal al-Akhdar |
| Za'rārah                  | 2 368              | Nalut              |
| al-Nasiriyya              | 2 354              | Gefara             |
| Karsah                    | 2 326              | al-Jabal al-Akhdar |
| Awlād Jabīr               | 2 322              | al-Jabal al-Gharbi |
| al-Buşrah                 | 2 249              | al-Murgub          |
| Banī Layṯ                 | 2 092              | al-Murgub          |

## Fonti
- World-gazetteer.com
- Denominazioni delle città